# Andrés Mosquera Alvarado
Andrés Mosquera (Cali, Valle del Cauca, Colombia; 9 de julio de 1978) es un exfutbolista colombiano. Jugaba como defensa y se retiró en el Deportivo Cali de Colombia.

## Trayectoria
Comenzó en el fútbol en las divisiones menores del Deportivo Cali, de allí pasó al equipo profesional donde permaneció por 9 años. Posteriormente fue al Cortuluá donde estuvo por seis meses. Actuó en la plantilla titular del Sporting Cristal de Perú, equipo con el que jugó también Copa Libertadores. También hizo parte del Independiente Medellín y durante el primer semestre de 2007 actuó en el Monagas Sport Club de Venezuela.
En 2009 jugó con el Deportivo Pasto, quedando subcampeón de la Copa Colombia 2008 y descendiendo con ese club a la Primera B. Posteriormente, en enero de 2010 es confirmado como refuerzo del Atlético Nacional. Club del cual sale a finales del 2010. Saliendo a final de 2010 debido a los malos resultados en los cuadrangulares de ese semestre.
Luego de seis meses sin club, Andrés Mosquera llega al Depor Aguablanca en el torneo de la Primera B colombiana.

## Selección Colombia
Estuvo en la Selección Colombia Sub-20, Sub-23, y con la de mayores participó en la Copa de Oro de la Concacaf 2000 y en la Copa FIFA Confederaciones 2003.

### Participaciones enCopas Oro
| Torneo        | Sede           | Resultado  | PJ | GA | Asis |
| ------------- | -------------- | ---------- | -- | -- | ---- |
| Copa Oro 2000 | Estados Unidos | Subcampeón | 5  | 0  | 0    |

### Participaciones enCopa Confederaciones
| Torneo                    | Sede    | Resultado    | PJ                           | GA | Asis |
| ------------------------- | ------- | ------------ | ---------------------------- | -- | ---- |
| Copa Confederaciones 2003 | Francia | Cuarto lugar | 0 (5 partidos como suplente) | 0  | 0    |

## Clubes
| Club                   | País      | Año         |
| ---------------------- | --------- | ----------- |
| Deportivo Cali         | Colombia  | 1995 - 2004 |
| Cortuluá               | Colombia  | 2004        |
| Sporting Cristal       | Perú      | 2005        |
| Independiente Medellín | Colombia  | 2005 - 2006 |
| Monagas                | Venezuela | 2007        |
| Millonarios            | Colombia  | 2007 - 2008 |
| Once Caldas            | Colombia  | 2008 - 2009 |
| Deportivo Pasto        | Colombia  | 2009        |
| Atlético Nacional      | Colombia  | 2010        |
| Depor F. C.            | Colombia  | 2011        |
| Deportivo Pasto        | Colombia  | 2013        |
| Deportivo Cali         | Colombia  | 2014        |

## Palmarés

### Títulos nacionales
| Título              | Club           | País     | Temporada |
| ------------------- | -------------- | -------- | --------- |
| Categoría Primera A | Deportivo Cali | Colombia | 1995/96   |
| Categoría Primera A | Deportivo Cali | Colombia | 1998      |
| Categoría Primera A | Once Caldas    | Colombia | 2009-I    |